# مدونات الجزيرة
مدونات الجزيرة هي منصة تدوين صادرة عن قناة الجزيرة القطرية وتابعة لموقعها الإلكتروني "الجزيرة نت" يوم 8 أغسطس/آب 2016 نسختها الخاصة من مواقع التدوين تحت مسمى "مدونات الجزيرة". غالباً ما يكتب المحررين العاملين لدى مدونات الجزيرة في قضايا سياسية واجتماعية وثقافية. كما يوجد على الموقع نمط "التدوين "القصير" الذي يناقش كاتبه قضية ما بنص لا يتجاوز 250 حرفا عادةً. كما يحوي الموقع منصة للتدوين المرئي كتابة بمدة ما لا تزيد على ستين ثانية، كما يمزج هذه الأشكال مع برامج قناة الجزيرة.

## روابط خارجية
- الموقع الرسمي